# گابریلا دریگوی
گابریلا دریگوی (به انگلیسی: Gabriela Drăgoi) ژیمناست زادهٔ ۲۸ اوت ۱۹۹۲ میلادی اهل کشور رومانی است.